# Emil Rajković
Emil Rajković (in macedone Емил Рајковиќ?; Skopje, 11 settembre 1978) è un allenatore di pallacanestro ed ex cestista macedone.

## Palmarès

### Giocatore
- Campionato macedone: 3

Rabotnički Skopje: 1996-97, 1998-99, 2000-01

### Allenatore

#### Squadra
- Campionato macedone: 3

Kavadarci: 2007-08, 2009-10, 2010-11
- Coppa di Macedonia: 2

Kavadarci: 2008, 2010
- Lega Balcanica: 1

Kavadarci: 2010-11

#### Individuale
- VTB United League Coach of the Year: 2

Astana: 2018-2019
CSKA Mosca: 2022-2023